# 巴西雷加塔斯俱乐部
巴西雷加塔斯俱乐部（葡萄牙語：Clube de Regatas Brasil，缩写为CRB）（香港賽馬會稱其都是CRB），是巴西阿拉戈斯州马塞约市的一个足球俱乐部，成立于1912年。现在参加巴西足球乙级联赛。

## 荣誉
- 阿拉戈斯足球锦标赛
  - 冠军(26)::1927, 1930, 1937, 1938, 1939, 1940, 1950, 1951, 1961, 1964, 1969, 1970, 1972, 1973, 1976, 1977, 1978, 1979, 1983, 1986, 1987, 1992, 1993, 1995, 2002, 2012
- 东北杯
  - 亚军(1): 1994
- 巴西足球丙级联赛
  - 亚军(1): 2011